# Press Play
Press Play ApS — датська компанія-розробник відеоігор, що розташовувалася в Копенгагені, Данія. За 10 років свого існування з 2006 по 2016 рік Press Play випустила п'ять ігор, серед яких Max & the Magic Marker, Max: The Curse of Brotherhood та Kalimba.
У 2012 році студію придбала Microsoft, і Press Play стала входити до Microsoft Studios разом з іншими студіями, такими як 343 Industries, Rare, Lionhead Studios, Turn 10 Studios і Twisted Pixel Games. 7 березня 2016 року Microsoft оголосила про свій намір закрити Press Play, а їхню гру, Knoxville, було скасовано. Через три дні Press Play була офіційно закрита Microsoft Studios. Після закриття Press Play, деякі засновники створили нову компанію під назвою Flashbulb Games, яка розробила та видала гру Trailmakers.
10 листопада 2016 року Flashbulb придбала Press Play та її бібліотеку ігор для перевидання під видавництвом Flashbulb, включаючи Kalimba, Tentacles: Enter the Mind і Max: The Curse of Brotherhood.

## Ігри
| Назва                         | Рік       | Платформи | Платформи | Платформи | Платформи   | Платформи | Платформи | Платформи         | Платформи     | Платформи | Платформи |
| Назва                         | Рік       | Android   | iOS       | Mac OS    | Nintendo DS | PSN       | Wii       | Microsoft Windows | Windows Phone | Xbox 360  | Xbox One  |
| ----------------------------- | --------- | --------- | --------- | --------- | ----------- | --------- | --------- | ----------------- | ------------- | --------- | --------- |
| Max & the Magic Marker        | 2010      | Ні        | Так       | Так       | Так         | Так       | Так       | Так               | Так           | Ні        | Ні        |
| Tentacles: Enter the Dolphin  | 2012      | Так       | Так       | Ні        | Ні          | Ні        | Ні        | Ні                | Так           | Ні        | Ні        |
| Max: The Curse of Brotherhood | 2013      | Ні        | Ні        | Ні        | Ні          | Так       | Ні        | Так               | Ні            | Так       | Так       |
| Tentacles: Enter the Mind     | 2014      | Так       | Так       | Ні        | Ні          | Ні        | Ні        | Так               | Так           | Ні        | Ні        |
| Kalimba                       | 2014      | Ні        | Так       | Так       | Ні          | Ні        | Ні        | Так               | Ні            | Ні        | Так       |
| Knoxville                     | Скасовано | Ні        | Ні        | Ні        | Ні          | Ні        | Ні        | Ні                | Ні            | Ні        | Так       |
| Dwarka                        | Скасовано | Ні        | Ні        | Ні        | Ні          | Ні        | Ні        | Ні                | Ні            | Ні        | Так       |
| Karoo                         | Скасовано | Ні        | Ні        | Ні        | Ні          | Ні        | Ні        | Ні                | Ні            | Ні        | Так       |